# Knooppunt Beekbergen
Het Knooppunt Beekbergen is een Nederlands verkeersknooppunt voor de aansluiting van de autosnelwegen A1 en A50, vlak bij Apeldoorn. Het is genoemd naar het nabijgelegen dorp Beekbergen.
Knooppunt Beekbergen werd geopend in 1972 als klaverbladknooppunt.
In 2016-2017 werd het knooppunt aangepast. Daarbij werd de noordwestelijke klaverlus, van Deventer naar Arnhem, vervangen door een windmolenlus. Daarbij kwamen twee weefvakken te vervallen. Op 17 juli 2017 werd de nieuwe lus geopend.

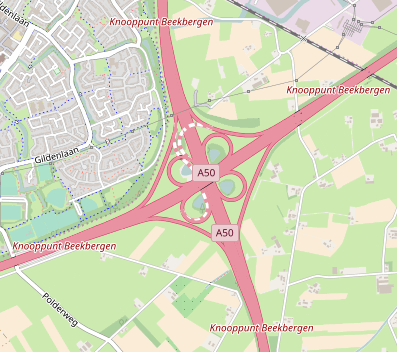
Knooppunt Beekbergen vóór de renovatie, met de aanpassingen van 2017 geblokt weergegeven

## Richtingen knooppunt

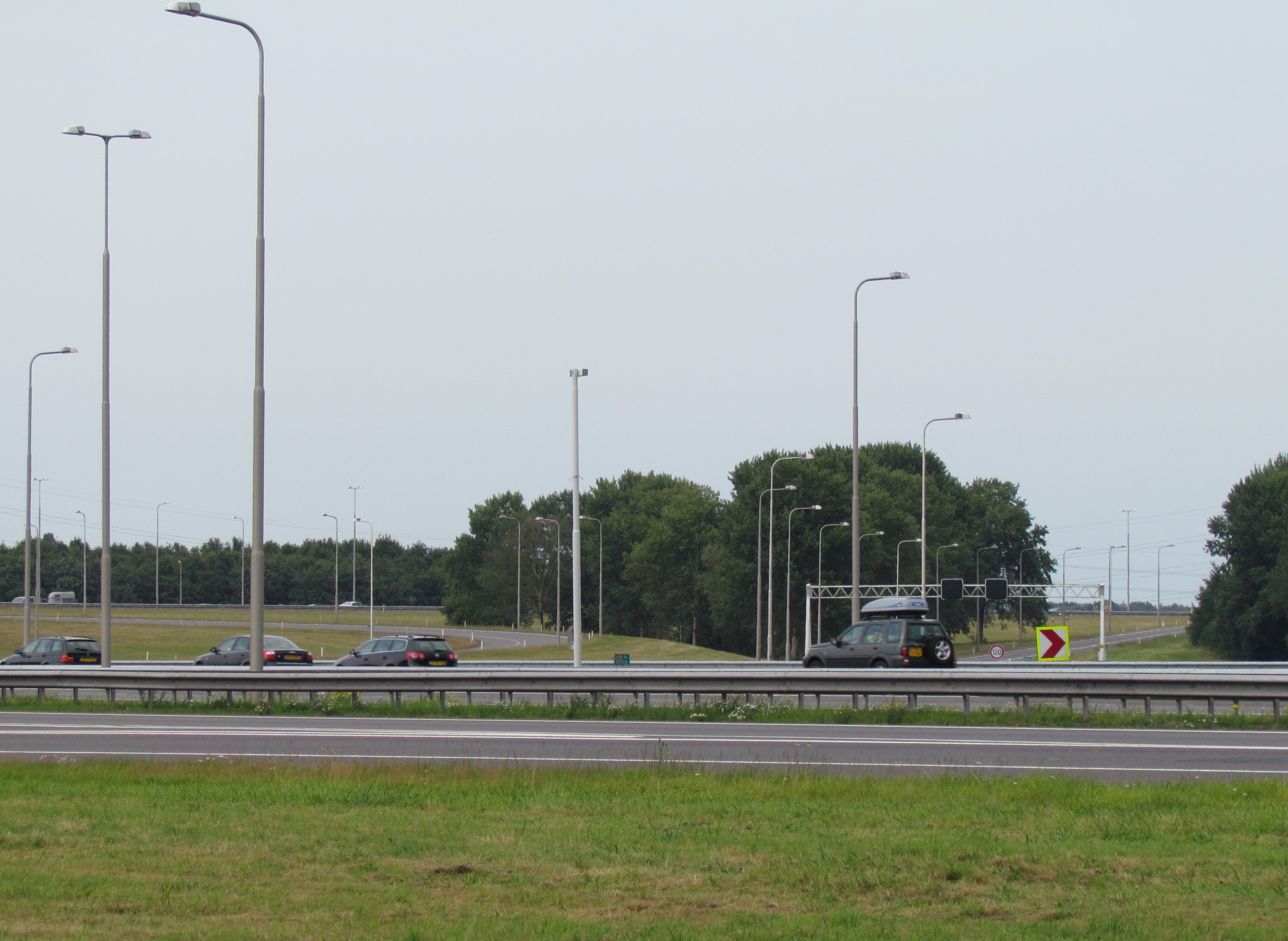
Deel van het klaverblad, gezien vanaf grondniveau (2014)

| Aansluitende wegen                                       | Aansluitende wegen          | Aansluitende wegen                     | Aansluitende wegen | Aansluitende wegen |
| -------------------------------------------------------- | --------------------------- | -------------------------------------- | ------------------ | ------------------ |
|                                                          |                             | richting Apeldoorn / Zwolle            |                    |                    |
|                                                          |                             |                                        |                    |                    |
| richting Apeldoorn-Zuid / -West / Amersfoort / Amsterdam | richting Deventer / Hengelo |                                        |                    |                    |
|                                                          |                             |                                        |                    |                    |
|                                                          |                             | richting Arnhem / Nijmegen / Eindhoven |                    |                    |

Almere · Amstel · Arnestein · Assen · Azelo · Badhoevedorp · Bankhoef · Batadorp · Beekbergen · Benelux · Beverwijk · Bodegraven ·  Boterdiep ·  Buren · Burgerveen · Coenplein · De Baars · De Hoek · De Hogt · De Nieuwe Meer · De Poel · De Punt · De Stok · Deil · Diemen · Drachten · Drie Klauwen · Eemnes · Ekkersweijer · Emmeloord · Empel · Euvelgunne · Everdingen · Ewijk · Galder · Gooimeer · Gorinchem · Gouwe · Grijsoord · Hattemerbroek · Heerenveen · Hellegatsplein · Het Vonderen · Hintham · Hoevelaken · Hofvliet · Holendrecht · Holsloot · Hoogeveen · Hooipolder · IJmuiden (niet officieel) · Joure · Julianaplein · Kerensheide · Kethelplein · Klaverpolder · Kleinpolderplein · Kooimeer · Kruisdonk · Kunderberg · Lankhorst · Leenderheide · Lunetten · Maanderbroek · Markiezaat · Muiderberg · Neerbosch · Noordhoek · Ommedijk · Oud-Dijk · Oudenrijn · Paalgraven · Princeville · Prins Clausplein · Raasdorp ·  Reitdiep ·  Ressen · Ridderkerk · Rijkevoort · Rijnsweerd · Rottepolderplein · Rozenburg · Sabina · Sint-Annabosch · Stelleplas · Slufter · Ten Esschen · Terbregseplein · Tiglia · Vaanplein · Valburg · Velperbroek · Velsen · Vlaardingen · Vught · Waterberg · Watergraafsmeer · Werpsterhoek · Westerlee · Ypenburg · Zaandam · Zaarderheiken · Zonzeel · Zoomland · Zuidbroek · Zurich

Geplande knooppunten:
De Liemers · Zestienhoven

Voormalige knooppunten:
Bocholtz · Ekkersrijt · Europaplein (Groningen) · Europaplein (Maastricht) · Lindenholt